# Johannes Prioris
Johannes Prioris (rond 1500) was een Franco-Vlaamse componist en zanger uit de tijd van de renaissance.
Van zijn leven is bijna niets met zekerheid vastgesteld. Hij zou een leerling zijn geweest van Johannes Ockeghem. Relatief veel van zijn werken zijn teruggevonden in Rome, hetgeen er op zou kunnen wijzen dat hij zich langdurig ophield in Italië. Ook de stijl van zijn polyfone werken zou daar op wijzen. Een van de belangrijkste aanwijzingen vond men in twee magnificat-zettingen en in zijn motet Dominus non secundum peccata nostra, die wijzen op een stijl die alleen in gebruik was in de pauselijke kapel eind 15e eeuw. Begin 16e e eeuw (periode 1503-1512) was hij zeer vermoedelijk dirigent van het hoforkest van koning Lodewijk XII van Frankrijk, terug te voeren op een mis die een afgezant uit Hertogdom Ferrara, werkzaam bij het Franse hof, zond naar hertog Ercole I d'Este met de mededeling dat het een werk zou zijn van Prioris, dirigent aan het hof. Het werk zelf is echter nooit teruggevonden. Andere bronnen (hofkroniek door Jehan d'Authon) lieten lezen dat Prioris in 1503 overvallen zou zijn tijdens een reis naar Genua, waarbij een kapelmeester Prioris dacht dat hij zou sterven. Het verblijf werd bovendien opgerekt vanwege het beleg van Genua in 1507. Hij zou in die stad in 1510 ook aangesteld zijn als tijdelijke eerste kapelaan, een periode waarin gewerkt werd aan een koorschool. Bij de dood van musicus Lourdault (Jehan Braconnier) kreeg Prioris het verzoek om een werk te schrijven, uit het verzoek maakte men op dat Prioris toen geen dirigent meer was van het gezelschap. Bij de begrafenisplechtigheden na het overlijden van Lodewijk XII werd de naam Prioris niet meer teruggevonden, men neemt aan dat hij zich toen niet meer aan het hof bevond ofwel overleden was.
Zijn missen, motetten, chansons werden teruggevonden in muziekbundels die gedrukt zijn in de periode rond 1540. Het is uit de geschiedschrijving wel duidelijk dat Prioris een belangrijk man was binnen de hofmuziek van rond die tijd. Guillaume Crétin, Eloy d'Amerval, Jehan Daniel en François Rabelais gaven hoog van hem op. In die dagen was vooral zijn requiem geliefd.
Een aantal van zijn werken werden ook in de 21e eeuw nog vastgelegd: Dulcis Amica Dei, Elle l’a pris, Missa super “Allez regrets” en Requiem.